# Sergio Gibello
Sergio Gibello (Torino, 21 giugno 1931 – Roma, 5 giugno 2022) è stato un attore e doppiatore italiano.

## Biografia
Specializzatosi nel doppiaggio, negli anni '90 ha partecipato come caratterista a diversi film di Neri Parenti e Carlo Vanzina, venendo ricordato soprattutto per il suo ruolo come Savonarola in A spasso nel tempo del 1996 e in ruoli da serio impiegato statale in quelli della serie di Fantozzi.

## Filmografia parziale

### Cinema
- Galileo, regia di Liliana Cavani (1968)
- Detenuto in attesa di giudizio, regia di Nanni Loy (1971)
- Tutti dentro, regia di Alberto Sordi (1984)
- Fantozzi alla riscossa, regia di Neri Parenti (1990)
- Infelici e contenti, regia di Neri Parenti (1992)
- Fantozzi in paradiso, regia di Neri Parenti (1993)
- Le nuove comiche, regia di Neri Parenti (1994)
- Fantozzi - Il ritorno, regia di Neri Parenti (1996)
- A spasso nel tempo, regia di Carlo Vanzina (1996)
- A spasso nel tempo - L'avventura continua, regia di Carlo Vanzina (1997)

### Televisione
- La trincea, regia di Vittorio Cottafavi - miniserie TV (1962)
- Il mondo è una prigione, regia di Vittorio Cottafavi - film TV (1962)
- Casa Vianello – sitcom, episodio 1x07 (1988)

## Doppiaggio

### Cinema
- Cameron Rhodes ne Il Signore degli Anelli - La Compagnia dell'Anello
- Bruce MacEwen ne I fratelli Grimm e l'incantevole strega
- Keith David in Bird
- Allan Gildea in Bloody Sunday
- James Larkin in L'intrigo della collana

### Film d'animazione
- Saya in Inuyasha the Movie - La spada del dominatore del mondo[1]

### Serie televisive
- Raymond Bailey in The Beverly Hillbillies
- Toru Ohira in Spectreman
- Toshio Kurosawa in L'artiglio del drago

### Serie animate
- Scooby Doo in Scooby Doo (1ª voce)
- Telecronista in L'Uomo Tigre e L'Uomo Tigre II
- Dr. McCool in Tombik & B.B. Show[2]
- Gunnar in Nils Holgersson[3]
- Sakurai in City Hunter
- Pelouche, il giocattolaio ne Alla scoperta di Babbo Natale[4]
- Lagal in God Sigma
- Penrod "Penry" Pooch in La furia di Hong Kong